# Film turchi proposti per l'Oscar al miglior film straniero
La Turchia ha proposto per la prima volta un film per la categoria del miglior film straniero dei Premi Oscar nel 1965 ma solo a partire dagli anni novanta produzioni tuche sono state regolarmente sottoposte per concorrere agli Oscar.
Nel corso degli anni, nessun film turco è stato candidato al Premio Oscar nella categoria miglior film straniero e solouno, Le tre scimmie di Nuri Bilge Ceylan, ha superato la prima selezione rientrando nella short-list diffusa generalmente circa un mese prima dell'annuncio delle nomination; Ceylan è il regista turco selezionato più volte con cinque film proposti tra il 2004 e il 2019.
| Anno | Film                                                  | Regia                           | Risultato     |
| ---- | ----------------------------------------------------- | ------------------------------- | ------------- |
| 1965 | L'estate arida (Susuz yaz)                            | Metin Erksan e David E. Durston | Non candidato |
| 1990 | Uçurtmayı Vurmasınlar                                 | Tunç Başaran                    | Non candidato |
| 1993 | Piyano Piyano Bacaksız                                | Tunç Başaran                    | Non candidato |
| 1994 | Mavi Sürgün                                           | Erden Kıral                     | Non candidato |
| 1995 | Manisa Tarzanı                                        | Orhan Oğuz                      | Non candidato |
| 1998 | Eşkıya                                                | Yavuz Turgul                    | Non candidato |
| 2000 | Salkım Hanımın Taneleri                               | Tomris Giritlioğlu              | Non candidato |
| 2001 | Kaç Para Kaç                                          | Reha Erdem                      | Non candidato |
| 2002 | Büyük Adam Küçük Aşk                                  | Handan İpekçi                   | Non candidato |
| 2003 | 9                                                     | Ümit Ünal                       | Non candidato |
| 2004 | Uzak                                                  | Nuri Bilge Ceylan               | Non candidato |
| 2006 | Gönül Yarası                                          | Yavuz Turgul                    | Non candidato |
| 2007 | Dondurmam Gaymak                                      | Yüksel Aksu                     | Non candidato |
| 2008 | Takva                                                 | Özer Kızıltan                   | Non candidato |
| 2009 | Le tre scimmie (Üç Maymun)                            | Nuri Bilge Ceylan               | Short-list    |
| 2010 | Güneşi Gördüm                                         | Mahsun Kırmızıgül               | Non candidato |
| 2011 | Bal                                                   | Semih Kaplanoğlu                | Non candidato |
| 2012 | C'era una volta in Anatolia (Bir zamanlar Anadolu'da) | Nuri Bilge Ceylan               | Non candidato |
| 2013 | Ateşin Düştüğü Yer                                    | İsmail Güneş                    | Non candidato |
| 2014 | Kelebeğin Rüyası                                      | Yılmaz Erdoğan                  | Non candidato |
| 2015 | Il regno d'inverno - Winter Sleep ( Kış Uykusu)       | Nuri Bilge Ceylan               | Non candidato |
| 2016 | Sivas                                                 | Kaan Müjdeci                    | Non candidato |
| 2017 | Kalandar Soğuğu                                       | Mustafa Kara                    | Non candidato |
| 2018 | Ayla - La figlia senza nome                           | Can Ulkay                       | Non candidato |
| 2019 | L'albero dei frutti selvatici (Ahlat Agaci)           | Nuri Bilge Ceylan               | Non candidato |
| 2020 | Baglilik Asli                                         | Semih Kaplanoğlu                | Non candidato |
| 2021 | 7. Koğuştaki Mucize                                   | Mehmet Ada Öztekin              | Non candidato |
| 2022 | Bağlılık Hasan                                        | Semih Kaplanoğlu                | Non candidato |
| 2023 | Kerr                                                  | Tayfun Pirselimoğlu             | Non candidato |

| Non candidato | Il film è stato proposto dalla Turchia, ma non è stato candidato dall'Academy of Motion Picture Arts and Sciences. |
| Short-list    | Il film è entrato nella "short-list" stilata a gennaio dei nove candidati per l'Oscar al miglior film straniero.   |
| Candidato     | Il film è entrato a far parte dei cinque candidati per l'Oscar al miglior film straniero.                          |
| Vincitore     | Il film ha vinto l'Oscar al miglior film straniero.                                                                |